# Discestra glauvaria
Discestra glauvaria là một loài bướm đêm trong họ Noctuidae.